# Renault Alaskan
Le Renault Alaskan est un pick-up produit par le constructeur automobile Renault depuis 2017. Il est commercialisé à partir de mi-2017 en Amérique latine et de la fin d'année 2017 sur la plupart des marchés européens.

## Présentation
Au lancement, l'Alaskan n'est commercialisé qu'en version double cabine. Il est proposé dans un second temps, comme son cousin le Nissan Navara, en version « Châssis Cab » et « King Cab ».

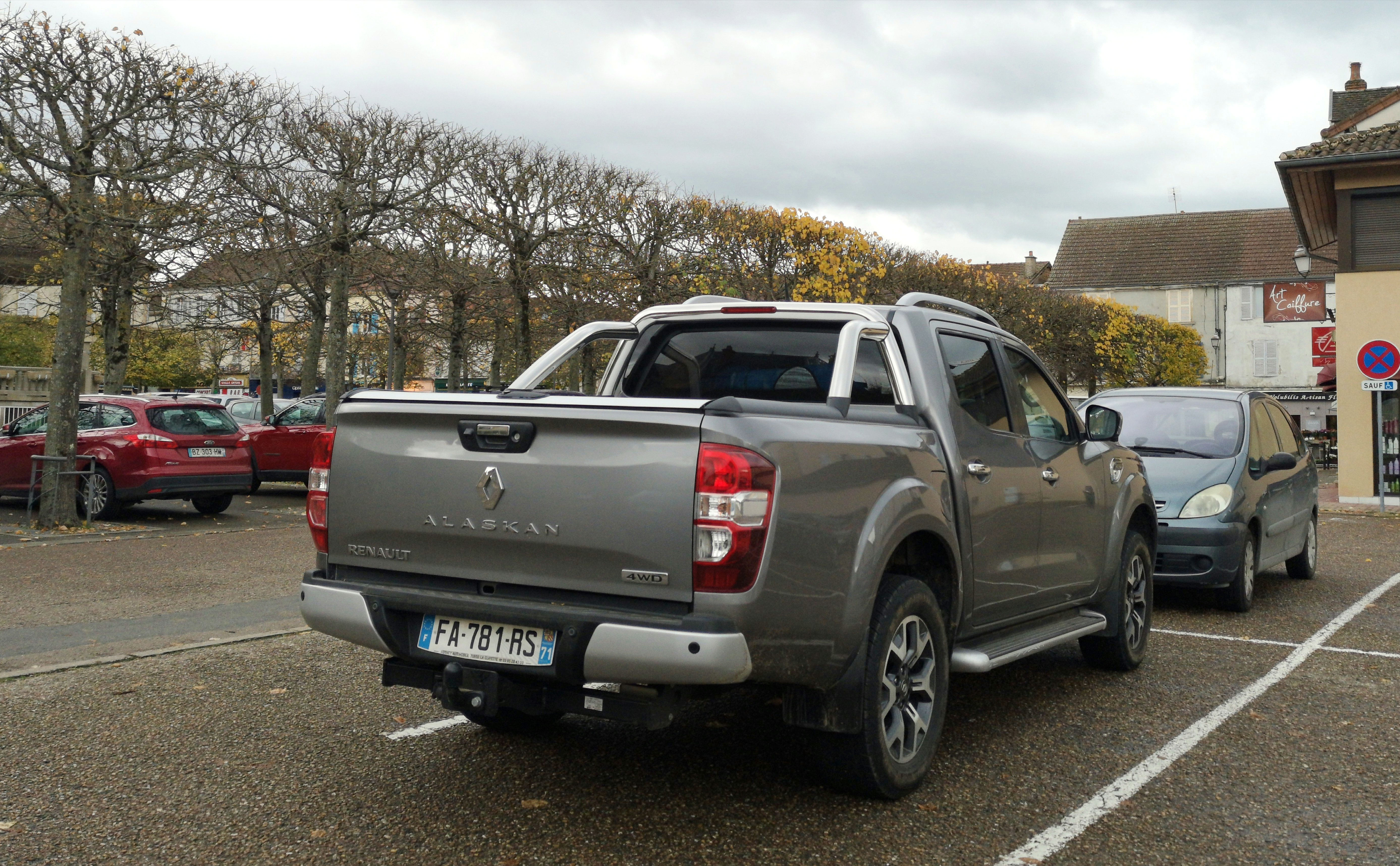
Renault Alaskan

Le 5 septembre 2017, Renault a ouvert les commandes de son pick-up sur le marché français. La gamme s'articule autour de deux moteurs diesels (dCi 160 et dCi 190) et trois finitions (Life, Zen et Intens). Les prix s'échelonnent de 36 860 € TTC à 45 960 € TTC en version haut de gamme. En 2020, Renault a arrêté les ventes d'Alaskan pour le marché français, mais il est toujours disponible sur de rares autres marchés européens comme la Suisse.
Aux usines Nissan de Barcelone (Espagne) et de Jiutepec (Mexique), la production de l'Alaskan s'arrête en 2020. Cette année là, seuls quelques dizaines d'exemplaires sortent des chaînes d'assemblage. En octobre 2020, Renault lance la production de l'Alaskan dans son usine argentine de Cordoba afin d'alimenter la demande, notamment en Amérique du Sud.

## Caractéristiques techniques
Il partage la plateforme technique et les motorisations de son cousin le Nissan Navara et Mercedes-Benz Classe X, ainsi que des composants provenant du groupe Daimler. Sa benne peut recevoir jusqu'à une tonne de charge utile sur une surface de 2,46 m2.

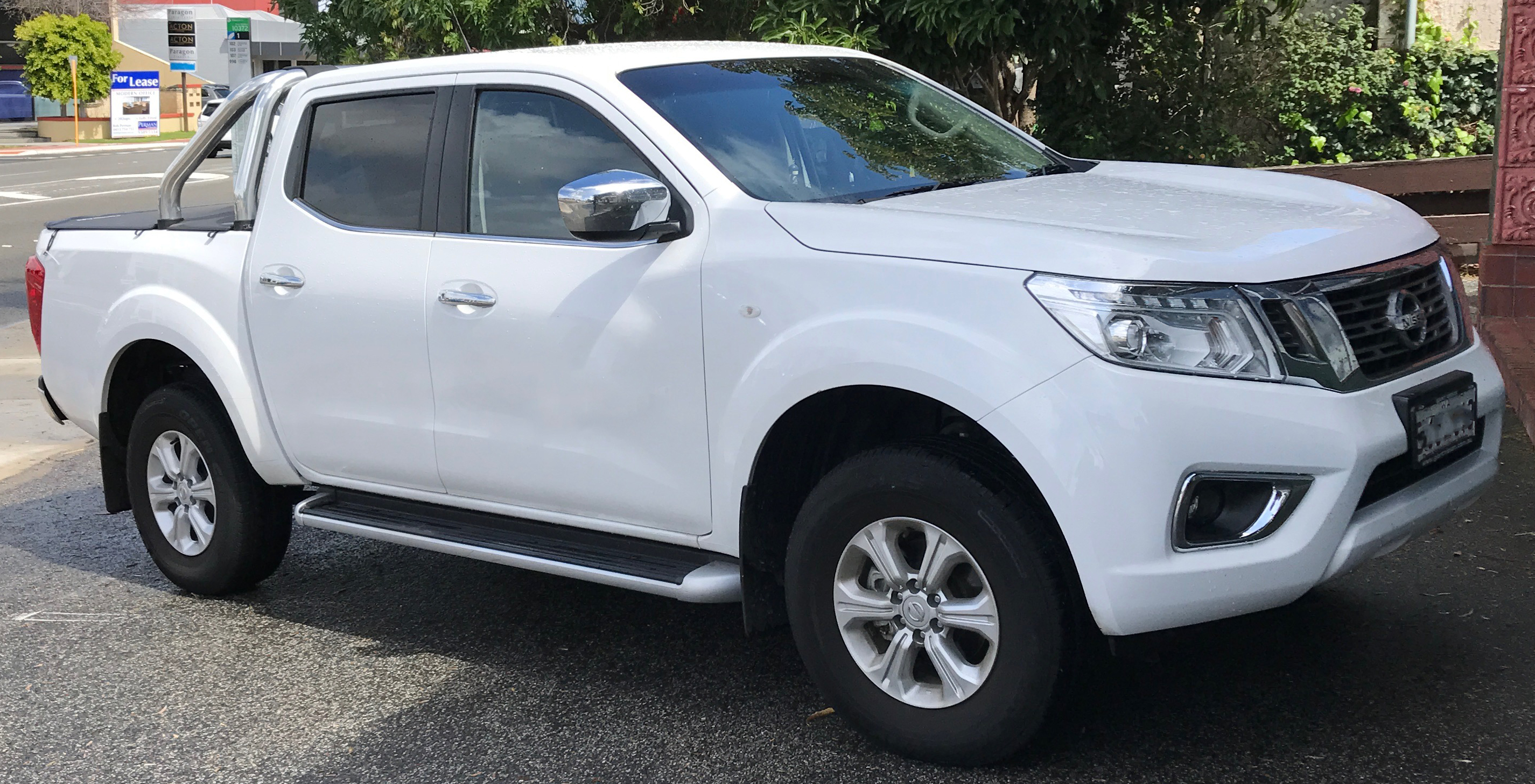
Nissan Navara.
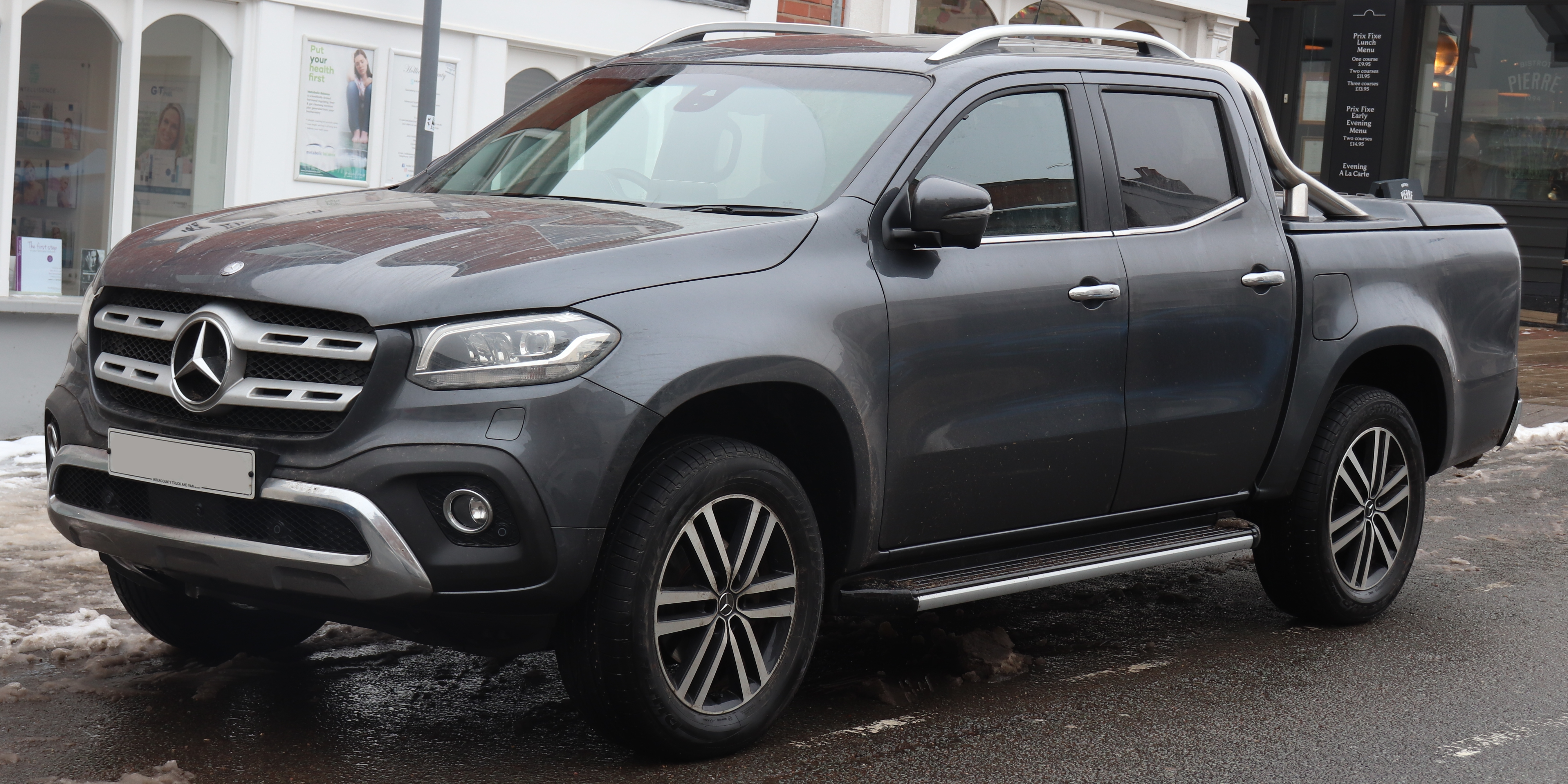
Mercedes Classe X.

La transmission offre trois modes de série :
- propulsion ;
- quatre roues motrices (4H) ;
- quatre roues motrices (4LO) enclenchable avec un démultiplicateur de couple supplémentaire.

L'Alaskan peut recevoir en option un blocage de différentiel arrière.

### Motorisations
|                            | 2.3 DCi 160                       | 2.3 DCi 190                       | 2.3 DCi 190                       |
| -------------------------- | --------------------------------- | --------------------------------- | --------------------------------- |
| Type moteur                | M9T                               | M9T                               | M9T                               |
| Cylindrée                  | 2 298 cm3                         | 2 298 cm3                         | 2 298 cm3                         |
| Architecture               | 4 cylindres en ligne              | 4 cylindres en ligne              | 4 cylindres en ligne              |
| Puissance maxi             | 160 ch au régime de 3 750 tr/min  | 190 ch au régime de 3 750 tr/min  | 190 ch au régime de 3 750 tr/min  |
| Couple maxi                | 403 N m au régime de 2 000 tr/min | 450 N m au régime de 2 000 tr/min | 450 N m au régime de 2 000 tr/min |
| Boîte de vitesses          | BVM6                              | BVM6                              | EDC7                              |
| Vitesse maxi               |                                   |                                   |                                   |
| Consommation (en L/100 km) | 6,3                               | 6,3                               | 6,9                               |
| Émissions de CO2 (en g/km) | 167                               | 167                               | 183                               |

## Finitions
- Life
  - Banquette arrière trois places avec appuie-tête ajustable et assise relevable
  - Climatisation manuelle
  - Régulateur-limiteur de vitesse
  - Système audio avec USB et Bluetooth avec commandes au volant

- Zen
  - Climatisation automatique bi-zone
  - Caméra de recul
  - Navigation tactile 18 cm
  - Marchepieds latéraux

- Intens
  - Caméra 360°
  - Feux Full LED
  - Système d'arrimage C-Channel
  - Sièges en cuir, chauffants à l'avant

## Séries spéciales
- Ice-Edition (Suisse, 2021)[6]
- Outsider (Argentine, 2022)[9]

## Concept-car

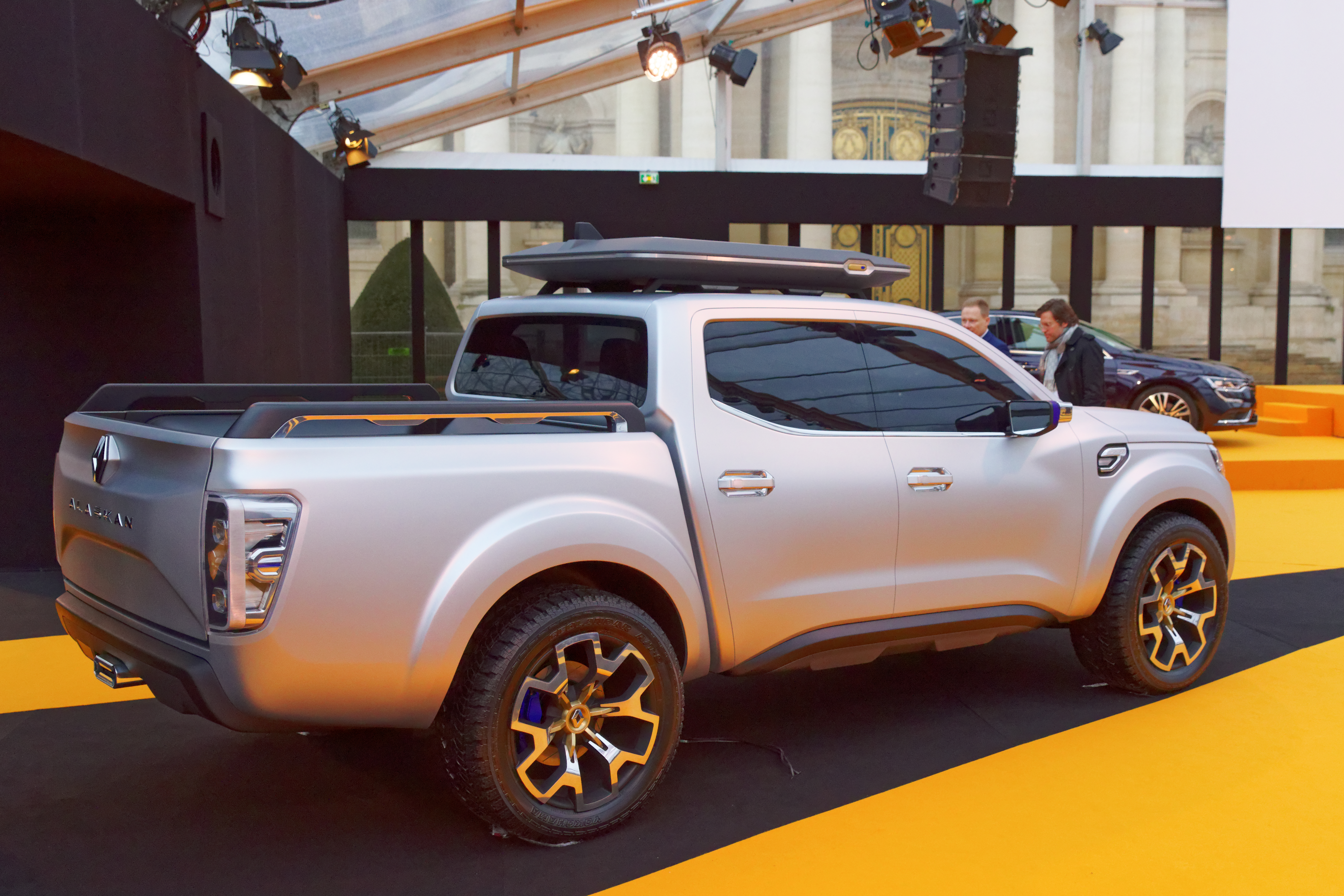
Renault Alaskan Concept

Le Renault Alaskan est le deuxième concept-car de pick-up (le premier étant le Renault Duster Oroch) présenté par Renault le 3 septembre 2015 à Paris. Il dispose d'une capacité de charge utile d'une tonne, est chaussé de roues de 21 pouces, et reçoit des feux avant et arrière à la technologie full-LED.
Pour ce qui est de la motorisation, il reprend un quatre-cylindres diesel biturbo de 190 ch, placé en position longitudinale, provenant du Renault Master.

## Ventes
| Année | Argentine |
| ----- | --------- |
| 2020  | 53        |
| 2021  | 3920      |
| 2022  | 4392      |
| 2023  | 3707      |